# Festival Records
Festival Records är ett före detta australiensiskt skivbolag vars skivkatalog numera ingår i Warner Music Group. 
Bolaget grundades i Sydney 1951 och var från början inriktad på att pressa vinylskivor. Verksamheten utvecklades till ett skivbolag där det stora genombrottet kom 1954 som en följd av säkrandet av den australiensiska utgivningen av Bill Haleys skiva Rock Around the Clock, en skiva som kom att räknas som genombrottet för rockmusik.
Bolaget köptes upp av News Limited, en föregångare till News Corporation, ägt och kontrollerat av mediemagnaten Rupert Murdoch 1961 och var som en följd av god lönsamhet en kassako som underlättade hans medieexpansion över världen. I mitten av 1990-talet försämrades lönsamheten kraftigt. Familjen Murdoch började skjuta till pengar och Robert Murdochs son James tog över bolaget som CEO. 2005 avvecklades slutligen bolaget. Kvarstående rättigheter överläts till Warner. 